# Biscogniauxia bartholomaei
Biscogniauxia bartholomaei är en svampart som först beskrevs av Peck, och fick sitt nu gällande namn av Lar.N. Vassiljeva 1988. Biscogniauxia bartholomaei ingår i släktet Biscogniauxia och familjen kolkärnsvampar.   Inga underarter finns listade i Catalogue of Life.